# Paąžuolynės durpynas
Paąžuolynės durpynas este o arie protejată (arie specială de conservare — SAC, sit de importanță comunitară — SCI) din Lituania întinsă pe o suprafață de 75,8 ha, integral pe uscat.

## Localizare
Centrul sitului Paąžuolynės durpynas este situat la coordonatele 55°08′23″N 24°29′52″E / 55.1397°N 24.4977°E.

## Înființare
Situl Paąžuolynės durpynas a fost declarat sit de importanță comunitară în iunie 2005 pentru a proteja 2 specii de animale. Situl a fost protejat și ca arie specială de conservare în noiembrie 2022.

## Biodiversitate
Situată în ecoregiunea boreală, aria protejată conține 2 habitate naturale: Mlaștini oligotrofe degradate, capabile încă de regenerare naturală, Mlaștini împădurite.
La baza desemnării sitului se află mai multe specii protejate:
- amfibieni (1): triton cu creastă (Triturus cristatus)
- nevertebrate (1): libelule (Leucorrhinia pectoralis)

Pe lângă speciile protejate, pe teritoriul sitului au mai fost identificate 1 specie de plante.